# Vivendo cantando (Don Backy)
Vivendo cantando è un album del cantante italiano Don Backy, pubblicato nel 1979.
Fra i musicisti si segnala la presenza di Tullio De Piscopo alla batteria e Alberto Radius alla chitarra.

## Tracce

### LP
Lato A
Testi e musiche di Don Backy.
1. L'amore è forte (Arrangiamento di Santino Palumbo e Alberto Radius) – 3:55
2. Cara città (Arrangiamento di Santino Palumbo e Alberto Radius) – 4:36
3. Ragazza di notte (Arrangiamento di Santino Palumbo e Alberto Radius) – 3:23
4. Signor Coso (Arrangiamento di Santino Palumbo e Alberto Radius) – 6:10

Lato B
Testi e musiche di Don Backy.
1. L'artista (Arrangiamento di Roberto Colombo e Alberto Radius) – 5:44
2. Volo di farfalla (Arrangiamento di Santino Palumbo e Alberto Radius) – 3:36
3. Sole (Arrangiamento di Santino Palumbo e Alberto Radius) – 4:19
4. Cantando, sognando e vivendo (Arrangiamento di Santino Palumbo e Alberto Radius) – 4:25

## Formazione
- Don Backy - voce
- Alberto Radius - chitarra
- Sante Palumbo - tastiera
- Julius Farmer - basso
- Tullio De Piscopo - batteria
- Roberto Colombo - tastiera (brano: L'artista)

Note aggiuntive
- Registrazioni effettuate nello Studio Radius (Milano) di Alberto Radius
- Enzo Titti Denna - tecnico del suono
- Tutti gli arrangiamenti sono di Sante Colombo e Alberto Radius, tranne il brano L'artista, arrangiato da Roberto Colombo e Alberto Radius
- Copertina album: studio Moletti - Milano[1]